# Floridoxenos monroensis
Floridoxenos monroensis är en insektsart som beskrevs av Jeyaraney Kathirithamby och Peck 1994. Floridoxenos monroensis ingår i släktet Floridoxenos och familjen Corioxenidae. Inga underarter finns listade i Catalogue of Life.